# Prince-abbé
Pour les articles homonymes, voir Prince.
Un prince-abbé est le supérieur d'une abbaye dont les possessions forment une principauté. 

## Présentation
Il combine le titre d'abbé et celui de prince pour démontrer une autorité aussi bien spirituelle que temporelle. Ses armoiries comportent comme soutien une épée, signe de son pouvoir temporel. Les princes-abbés se trouvaient principalement dans le territoire du Saint-Empire romain germanique, région où se trouvaient également des princes-évêques. Certaines communautés de religieuses étaient également dirigées par des princesses-abbesses.
Certains princes-abbés avaient préséance sur les autres, car ils siégeaient à titre personnel à la Diète d'Empire. C'était par exemple le cas pour le prince-abbé de Fulda, le prince-abbé de Kempten ou encore le prince-abbé de Murbach-Lure.

## Liste des princes-abbés et princesses-abbesses

### Actuel territoire de l'Allemagne
- Le prince-abbé de Fulda (qui portait également le titre de primat des abbés de l'Empire)
- Le prince-abbé de Kempten (avait, après le primat de Fulda, préséance sur tous les abbés de l'Empire)
- Le prince-prévôt d'Ellwangen (avait, après le primat de Fulda, préséance sur tous les abbés de l'Empire)
- Le prince-abbé de Prüm
- Le prince-abbé de Corvey
- Le prince-abbé de Sankt-Blasien
- Le prince-prévôt de Berchtesgaden
- Le prince-prieur de Heitersheim
- La princesse-abbesse d'Essen
- La princesse-abbesse de Quedlinbourg
- La princesse-abbesse de Lindau
- La princesse-abbesse de Herford
- La princesse-abbesse de Bad Buchau

### Actuel territoire de la Suisse
- Le prince-abbé d'Einsiedeln
- Le prince-abbé de  Saint-Gall
- Le prince-abbé de Disentis
- La princesse-abbesse de Fraumünster
- La princesse-abbesse de Schänis

### Actuel territoire de la France

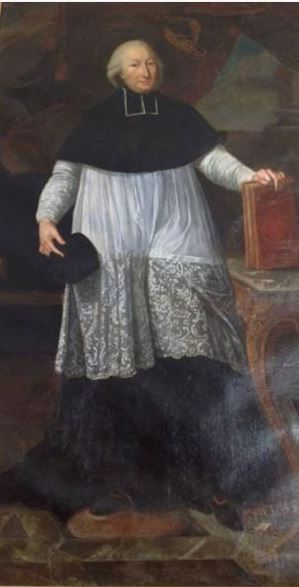
Jean IV de Clermont-Tonnerre, dernier prince-abbé de Luxeuil

- Le prince-abbé de Murbach-Lure (avait, après le primat de Fulda, préséance sur tous les abbés de l'Empire)
- Le prince-abbé de Luxeuil
- Le prince-abbé puis prince-prévôt de Wissembourg
- Le prince-abbé de Seltz
- La princesse-abbesse d'Andlau
- La princesse-abbesse de Remiremont

### Actuel territoire de la Belgique
- Le prince-abbé de Stavelot et Malmedy.
- La princesse-abbesse de Nivelles.

### Actuel territoire des Pays-Bas
- La princesse-abbesse de Thorn

### Actuel territoire de la Bosnie
- Le prince-abbé de Sozan